# Модла (Конінський повіт)
Модла (пол. Modła) — село в Польщі, у гміні Жґув Конінського повіту Великопольського воєводства.
Населення — 321 особа (2011).
У 1975-1998 роках село належало до Конінського воєводства.

## Демографія
Демографічна структура станом на 31 березня 2011 року:
|          | Загалом | Допрацездатний вік | Працездатний вік | Постпрацездатний вік |
| -------- | ------- | ------------------ | ---------------- | -------------------- |
| Чоловіки | 154     | 46                 | 98               | 10                   |
| Жінки    | 167     | 37                 | 99               | 31                   |
| Разом    | 321     | 83                 | 197              | 41                   |